# 卡氏舌鰨
卡氏舌鰨為輻鰭魚綱鰈形目鰨亞目舌鰨科的其中一種，為熱帶魚類，分布於印度洋波斯灣至印度海域，棲息深度27-420公尺，體長可達23公分，棲息在底層水域，生活習性不明。

## 扩展阅读
維基物種上的相關：卡氏舌鰨